# Cathaiaphaenops
Cathaiaphaenops is een geslacht van kevers uit de familie van de loopkevers (Carabidae). De wetenschappelijke naam van het geslacht is voor het eerst geldig gepubliceerd in 1996 door Deuve.

## Soorten
Het geslacht Cathaiaphaenops omvat de volgende soorten:
- Cathaiaphaenops amplipennis Ueno, 2000
- Cathaiaphaenops chuandongziensis Deuve, 2000
- Cathaiaphaenops delprati Deuve, 1996
- Cathaiaphaenops draconis Deuve, 2000
- Cathaiaphaenops lynchae Deuve & Tian, 2008
- Cathaiaphaenops vignatagliantii Deuve, 2000